# Gudbjerg Skov
Gudbjerg Skov är en skog i Danmark. Den ligger i Region Syddanmark, i den södra delen av landet. Gudbjerg Skov ligger på ön Fyn. Kring skogen förekommer jordbruksmark.